# Festival de Roteiro Audiovisual de Porto Alegre
O Festival de Roteiro Audiovisual de Porto Alegre (FRAPA) é um evento voltado ao roteiro de cinema e televisão, criado em 2013. Ocorre anualmente em Porto Alegre, no Rio Grande do Sul, e é descrito como o maior evento de roteiro da América Latina.
Entre suas atividades, estão workshops, estudos de caso, palestras, debates, concursos de roteiro, rodadas de negócios e mostras de curtas e longas-metragens. Ao longo dos anos, já teve convidados como James V. Hart (roteirista de Drácula de Bram Stoker), Carolina Kotscho (roteirista de 2 Filhos de Francisco), Bráulio Mantovani (roteirista de Tropa de Elite), Antonia Pellegrino (roteirista de Bruna Surfistinha), Luiz Bolognesi (roteirista de Uma História de Amor e Fúria), entre outros. Players como Netflix, Amazon Prime Video, O2 Filmes, RT Features, Globo Filmes e Conspiração Filmes já estiveram presentes em suas rodadas de negócios.